# Store Skorpa
Store Skorpa ou Stora Skorpo est une île norvégienne du comté de Hordaland appartenant administrativement à Austevoll.

## Description
Rocheuse et couverte d'une légère végétation, elle s'étend sur environ 1,250 km de longueur pour une largeur approximative de 1,015 km. 